# Башмачок вздутый
Венерин башмачок вздутый, Венерин башмачок вздутоцветковый (лат. Cypripedium ×ventricosum) — гибридный вид рода Башмачок семейства Орхидные (Orchidaceae), естественный первичный гибрид Cypripedium calceolus × Cypripedium macranthos.

## Ареал
Ареал вида охватывает Северо-Восточный Китай, Корею, Монголию; в России растение распространено на крайнем востоке европейской части страны, Среднем Урале, юге Сибири и на Дальнем Востоке (Амурская область, ЕАО, юг Хабаровского края, юг Приморского края). В Приморском крае большинство местообитаний приурочено к его южным территориям (Ханкайский, Пограничный, Хорольский, Михайловский, Уссурийский, Хасанский, Шкотовский, Партизанский, Лазовский районы), но вид известен также в Тернейском районе.

## Описание
Многолетнее травянистое растение с укороченным ветвистым корневищем, несущим многочисленные жёсткие корни.
Стебли до 60 см высотой, опушённые по всей длине простыми волосками, с 3—4 плёнчатыми безлистными влагалищами при основании и 3—4 очередными листьями. Соцветие состоит из одного или двух цветков. Губа вытянутая, обратнояйцевидная, большей частью коричнево-бордовая или буровато-розовая, с желтоватыми пятнами, часто с пурпуровыми или буровато-пурпуровыми прожилками, редко почти белая или желтоватая.
Листочки околоцветника розовые, пурпурные, буровато-пурпурные, буровато-коричневые, часто с более тёмноокрашенными продольными жилками, нередко — почти белые с розовым или желтоватым оттенком. Боковые лепестки по краю часто с сильно волнисто загибающимся краем, иногда спирально скрученные, к верхушке сужающиеся, заострённые. Завязь сидячая или на короткой цветоножке, слегка согнутая, более или менее опушённая. Цветёт в мае-июне.
Плод — коробочка до 3,5 см длиной. Семена мелкие, пылевидные, созревают в сентябре.

## Охранный статус
Вид внесён в Красную книгу Красноярского края как уязвимый, сокращающийся в численности.

## Таксономия
Cypripedium × ventricosum Sw., Kongl. Vetenskaps Academiens Nya Handlingar 21: 251. 1800.

### Синонимы
Homotypic Names
- Cypripedium macranthos var. ventricosum (Sw.) Rchb., Fl. Germ. Excurs. 1: 120 (1830).
- Sacodon × ventricosum (Sw.) Raf., Fl. Tellur. 4: 45 (1838).
- Cypripedium macranthos f. ventricosum (Sw.) Regel, Mém. Acad. Imp. Sci. Saint Pétersbourg, Sér. 7, 4(4): 145 (1861).
- Cypripedium macranthos subsp. ventricosum (Sw.) Printz, Veg. Siber.-Mongol. Front.: 186 (1921).

Heterotypic Synonyms
- Cypripedium × freynii Karo, Oesterr. Bot. Z. 46: 97 (1896).
- Cypripedium × barbeyi E.G.Camus in E.G.Camus, P.Bergon & A.A.Camus, Monogr. Orchid.: 453 (1908).
- Cypripedium × krylowii Siuzew, Izv. Biol. Naucno-Issl. Inst. Biol. Stantsii Permsk. Gosud. Univ. 4: 435 (1926).
- Cypripedium × manchuricum Stapf, Bot. Mag. 152: t. 9117 (1927).
- Cypripedium × manchuricum var. virescens Stapf, Bot. Mag. 152: t. 9117 (1927).
- Cypripedium × kesselringii G.Keller, Repert. Spec. Nov. Regni Veg. Sonderbeih. A 2: 18 (1930).
- Cypripedium × ventricosum f. bicolor Aver., Turczaninowia 2: 26 (1999).
- Cypripedium × agnicapitatum Y.N.Lee, Bull. Korea Pl. Res. 2: 28 (2002).
- Cypripedium × morinanthum Y.N.Lee, Bull. Korea Pl. Res. 2: 31 (2002).
- Cypripedium × roseum Y.N.Lee, Bull. Korea Pl. Res. 2: 32 (2002).
- Cypripedium × sinapoides Y.N.Lee, Bull. Korea Pl. Res. 2: 30 (2002).
- Cypripedium × ventricosum nothovar. virescens (Stapf) J.M.H.Shaw, Orchid Rev. 111(1252): 61 (2003).